# Vadim Shishimarin
Vadim Yevgenievich Shishimarin (em russo:  Вадим Евгеньевич Шишимарин; nascido em 17 de outubro de 2000) é um soldado russo que foi a primeira pessoa a ser julgada por crimes de guerra durante a invasão da Ucrânia pela Rússia em 2022. Em 18 de maio de 2022, ele se declarou culpado de atirar fatalmente em um civil desarmado ucraniano, Oleksandr Shelipov, de 62 anos, causando-lhe à prisão perpétua.